# 圣若瑟圣得卡拉圣丽达堂
圣若瑟圣得卡拉圣丽达堂（Chiesa dei Santi Giuseppe, Tecla e Rita）是意大利费拉拉的一个罗马天主教教堂，建于十七世纪，巴洛克风格。

## 历史
1622年，赤足奥斯定会进入卡拉拉。1626年建成修道院。教堂于1638年10月27日开工建造，1646年完成。1652-1656年，增加四个小堂。1671年4月17日，朱利奥·本蒂沃格奥主教祝圣了教堂，供奉圣若瑟（地震的主保圣人）和德克拉（童贞女和致命圣人）。建筑师Carlo Pasetti和Giovanni de Priori
1796年，拿破仑占领期间，曾关闭了修道院，该建筑用作女子学校。 1869年7月20日修道院出售。拉特兰条约签订后，该堂重归奥斯定会。

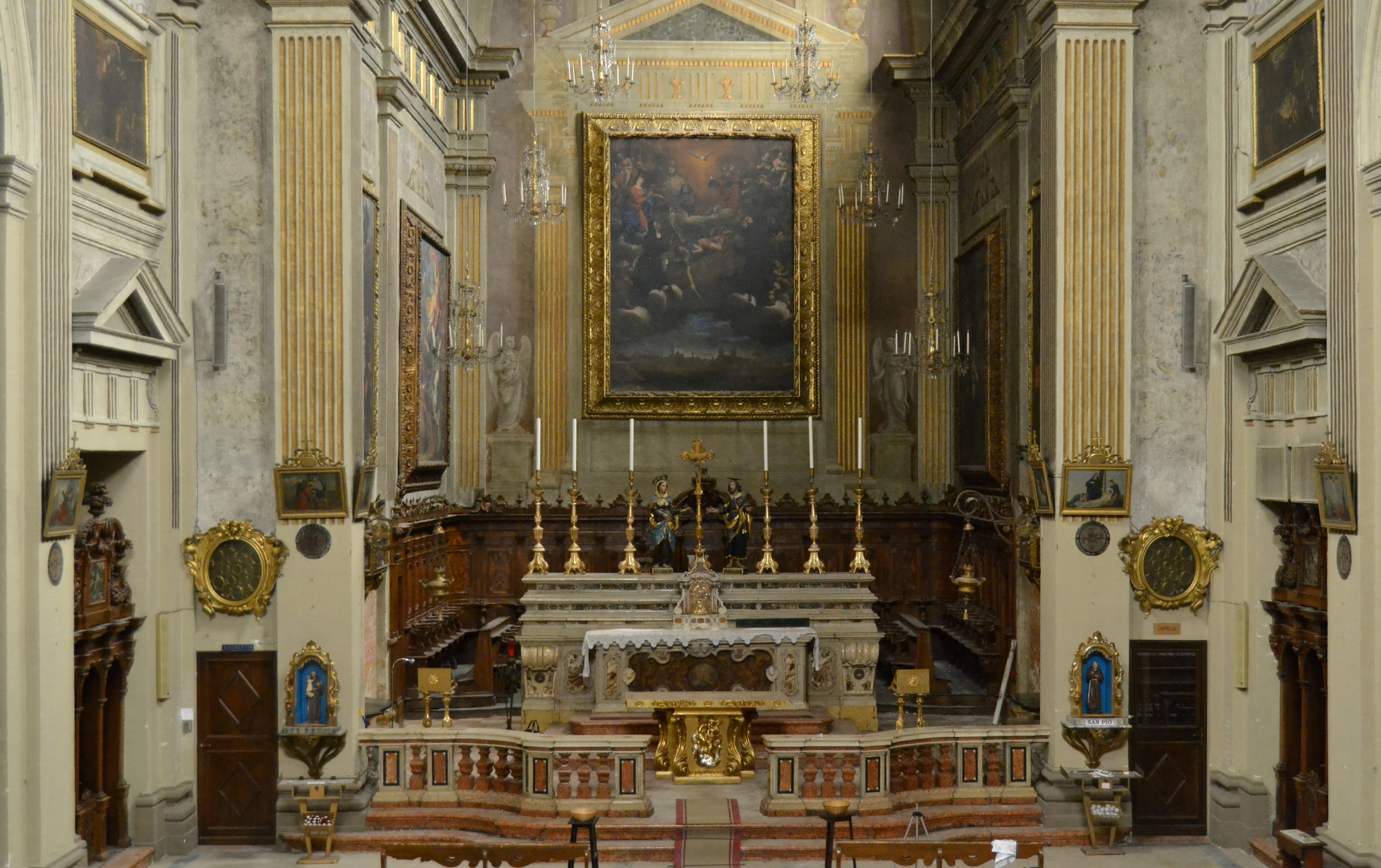
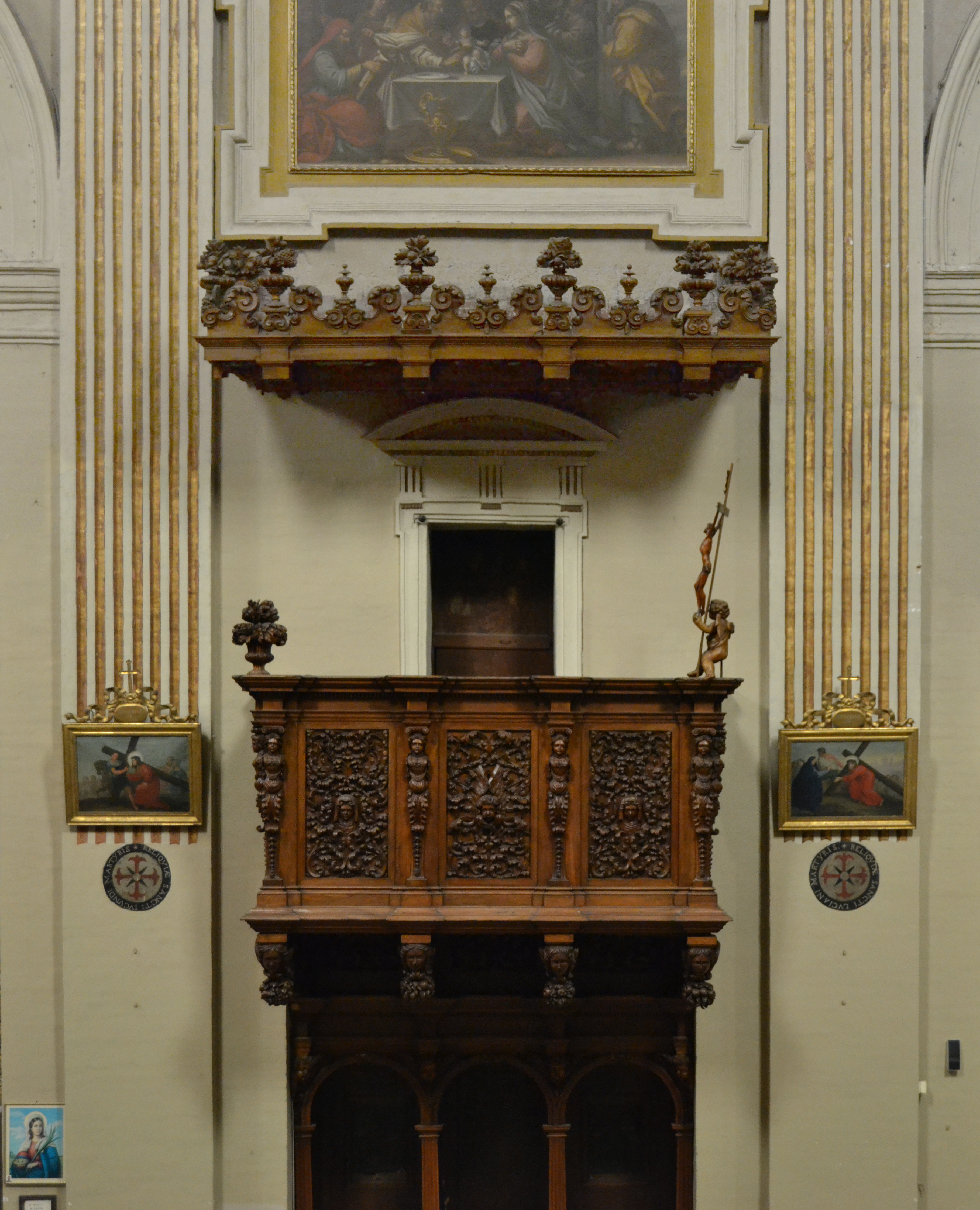